# Efectul yo-yo
Dieta sau efectul yo-yo, cunoscut și sub denumirea de ciclicitate în greutate, este un termen inventat de Kelly D. Brownell de la Universitatea Yale, și se referă la fenomenul pierderii și luării în greutate în mod ciclic, în analogie cu mișcarea de sus-jos a unui yo-yo.  În acest proces, individul, inițial, își atinge scopul de a pierde din greutate, însă nu reușește să și o mențină pe termen lung, începând, din nou, să ia în greutate. Același individ caută deja iar să piardă din greutatea recuperată, luând ciclul de la capăt. 